# Paul Carr (attore)
Paul Carr (New Orleans, 1º febbraio 1934 – Los Angeles, 17 febbraio 2006) è stato un attore statunitense.
È apparso in 21 film dal 1956 al 1994 ed ha recitato in più di 130 produzioni per la televisione dal 1955 al 2002. È stato accreditato anche con il nome Paul W. Carr.

## Biografia
Paul Carr nacque a New Orleans il 1º febbraio 1934.
Per la televisione fu accreditato diverse volte grazie a numerose interpretazioni di personaggi più o meno regolari, tra cui quelle di Mark Hammerklein in un doppio episodio della serie Gli uomini della prateria nel 1964 (più altri due episodi con altri ruoli), Casey Clark in 7 episodi della serie Viaggio in fondo al mare dal 1964 al 1967, Bill Horton in 6 puntate della soap I giorni della nostra vita dal 1965 al 1966, il tenente Devlin in 4 episodi della serie Buck Rogers nel 1981, Ted Prince in 4 episodi della serie Dallas nel 1982 e Martin Gentry in 5 puntate della soap Febbre d'amore nel 1986. Continuò la sua carriera per gli schermi televisivi impersonando una miriade di ruoli minori e inanellando una serie di apparizioni da guest star in decine di episodi di serie televisive, dall'epoca d'oro della televisione statunitense fino agli anni novanta. Prese parte anche ad un episodio della serie classica di Star Trek, intitolato nella versione in italiano Oltre la galassia, trasmesso in prima televisiva nel 1966, in cui interpreta Lee Kelso, il timoniere dell'Enterprise strangolato psicocineticamente.
Il grande schermo lo vide interprete di diversi personaggi tra cui quello di Tom Bradley in I forti non piangono del 1957 e di Pete Porter in Jamboree! del 1957. Contemporaneamente alla carriera televisiva e cinematografica intraprese anche una lunga carriera come attore teatrale, in particolare a Broadway. Gli fu assegnato il LA Weekly Theater Award nel 1987 ed ottenne un Dramalogue Award nel 1995.
Per il piccolo schermo la sua ultima interpretazione risale all'episodio La chiave di volta della serie televisiva La signora in giallo, trasmesso il 27 settembre 1992 mentre per gli schermi cinematografici l'ultimo personaggio a cui dà vita è quello di Kramer nel film del 1994 Scorned (successivamente prestò solo la voce in una piccola parte nel film del 2000 Blood: The Last Vampire).
Morì a Los Angeles, in California, il 17 febbraio 2006. Lasciò la moglie Mery e le figlie Micah, Alexandra e Christina.

## Filmografia

### Cinema
- Il ladro (The Wrong Man), regia di Alfred Hitchcock (1956)
- I forti non piangono (The Young Don't Cry), regia di Alfred L. Werker (1957)
- Jamboree!, regia di Roy Lockwood (1957)
- La squadra infernale (Posse from Hell), regia di Herbert Coleman (1961)
- Capitan Newman (Captain Newman, M.D.), regia di David Miller (1963)
- Brute Corps, regia di Jerry Jameson (1971)
- Trampa mortal, regia di Joe Mazzuca (1972)
- L'ultima carica di Ben (Ben), regia di Phil Karlson (1972)
- I demoni (The Dirt Gang), regia di Jerry Jameson (1972)
- La grande paura (The Severed Arm), regia di Tom Alderman (1973)
- Azione esecutiva (Executive Action), regia di David Miller (1973)
- Il morso del pipistrello (The Bat People), regia di Jerry Jameson (1974)
- Truck Stop Women, regia di Mark L. Lester (1974)
- Sisters of Death, regia di Joe Mazzuca (1976)
- Blitz nell'oceano (Raise the Titanic), regia di Jerry Jameson (1980)
- Under the Boardwalk, regia di Fritz Kiersch (1989)
- Mangia una tazza di tè (Eat a Bowl of Tea), regia di Wayne Wang (1989)
- Occhi nella notte (Night Eyes), regia di Jag Mundhra (1990)
- Solar Crisis, regia di Richard C. Sarafian (1990)
- Scorned, regia di Andrew Stevens (1994)

### Televisione
- Star Tonight – serie TV, un episodio (1955)
- Kraft Television Theatre – serie TV, un episodio (1956)
- Studio One – serie TV, un episodio (1957)
- Have Gun - Will Travel – serie TV, episodio 2x09 (1958)
- Peter Gunn – serie TV, episodio 1x14 (1958)
- The Rifleman – serie TV, 4 episodi (1959-1960)
- Trackdown – serie TV, un episodio (1959)
- Ricercato vivo o morto (Wanted: Dead or Alive) – serie TV, episodio 1x35 (1959)
- Lo sceriffo indiano (Law of the Plainsman) – serie TV, episodio 1x03 (1959)
- June Allyson Show (The DuPont Show with June Allyson) – serie TV, episodio 1x05 (1959)
- The Man from Blackhawk – serie TV, un episodio (1959)
- I racconti del West (Zane Grey Theater) – serie TV, 2 episodi (1959)
- Alcoa Presents: One Step Beyond – serie TV, un episodio (1959)
- Black Saddle – serie TV, un episodio (1959)
- Lock-Up – serie TV, episodio 1x17 (1960)
- Lawman – serie TV, un episodio (1960)
- Wichita Town – serie TV, episodio 1x18 (1960)
- Johnny Ringo – serie TV, un episodio (1960)
- Men Into Space – serie TV, episodio 1x24 (1960)
- Bronco – serie TV, un episodio (1960)
- Pony Express – serie TV, episodio 1x04 (1960)
- Bonanza - serie TV, episodio 1x32 (1960)
- Wrangler – serie TV, un episodio (1960)
- Surfside 6 – serie TV, episodio 1x13 (1960)
- Outlaws – serie TV, episodi 2x07-2x23 (1961-1962)
- Laramie – serie TV, 3 episodi (1961-1963)
- Gli uomini della prateria (Rawhide) – serie TV, 4 episodi (1961-1964)
- Gunsmoke – serie TV, 2 episodi (1961-1965)
- Shotgun Slade – serie TV, un episodio (1961)
- The Tall Man – serie TV, un episodio (1961)
- The Asphalt Jungle – serie TV, un episodio (1961)
- Carovana (Stagecoach West) – serie TV, episodi 1x18-1x37 (1961)
- Everglades – serie TV, episodio 1x02 (1961)
- Lotta senza quartiere (Cain's Hundred) – serie TV, un episodio (1961)
- Indirizzo permanente (77 Sunset Strip) – serie TV, episodio 4x15 (1961)
- Alcoa Premiere – serie TV, 2 episodi (1962-1963)
- The New Breed – serie TV, episodio 1x14 (1962)
- General Electric Theater – serie TV, episodio 10x20 (1962)
- Straightaway – serie TV, un episodio (1962)
- Il dottor Kildare (Dr. Kildare) – serie TV, un episodio (1962)
- Scacco matto (Checkmate) – serie TV, episodio 2x34 (1962)
- Frontier Circus – serie TV, un episodio (1962)
- Sam Benedict – serie TV, un episodio (1962)
- Going My Way – serie TV, episodio 1x06 (1962)
- Saints and Sinners – serie TV, un episodio (1962)
- Il fuggiasco (The Fugitive) – serie TV, 2 episodi (1963-1964)
- Il virginiano (The Virginian) – serie TV, 5 episodi (1963-1969)
- The Gallant Men – serie TV, episodio 1x13 (1963)
- First Night – serie TV, un episodio (1963)
- Sotto accusa (Arrest and Trial) – serie TV, episodio 1x14 (1963)
- The Doctors – serie TV (1963)
- General Hospital – serie TV (1963)
- Twelve O'Clock High – serie TV, 3 episodi (1964-1966)
- Viaggio in fondo al mare (Voyage to the Bottom of the Sea) – serie TV, 7 episodi (1964-1967)
- The Travels of Jaimie McPheeters – serie TV, episodio 1x23 (1964)
- Perry Mason – serie TV, un episodio (1964)
- I giorni della nostra vita (Days of Our Lives) – serie TV, 6 episodi (1965-1966)
- Convoy – serie TV, episodio 1x02 (1965)
- A Man Called Shenandoah – serie TV, episodio 1x05 (1965)
- La legge di Burke (Burke's Law) – serie TV, episodio 3x08 (1965)
- Squadra speciale anticrimine (The Felony Squad) – serie TV, episodi 1x10-2x02 (1966-1967)
- Combat! – serie TV, 2 episodi (1966)
- Blue Light – serie TV, un episodio (1966)
- Star Trek - serie TV, episodio 1x04 (1966)
- Kronos (The Time Tunnel) – serie TV, 2 episodi (1966)
- Insight – serie TV, 3 episodi (1967-1970)
- Il Calabrone Verde (The Green Hornet) – serie TV, un episodio (1967)
- Quella strana ragazza (That Girl) – serie TV, un episodio (1967)
- Gli invasori (The Invaders) – serie TV, un episodio (1967)
- Cimarron Strip – serie TV, episodio 1x11 (1967)
- Adam-12 – serie TV, 2 episodi (1968-1969)
- Ironside – serie TV, 5 episodi (1968-1972)
- The Fisher Family – serie TV, 3 episodi (1968-1980)
- La terra dei giganti (Land of the Giants) – serie TV, un episodio (1968)
- Lancer – serie TV, episodio 1x03 (1968)
- Mod Squad, i ragazzi di Greer (The Mod Squad) – serie TV, 3 episodi (1969-1972)
- Mannix – serie TV, 6 episodi (1969-1974)
- Trial Run – film TV (1969)
- Missione impossibile (Mission: Impossible) – serie TV, un episodio (1969)
- Get Smart – serie TV, un episodio (1969)
- The Silent Force – serie TV, un episodio (1970)
- Giovani ribelli (The Young Rebels) – serie TV, un episodio (1970)
- Hawaii squadra cinque zero (Hawaii Five-O) – serie TV, un episodio (1970)
- F.B.I. (The F.B.I.) – serie TV, un episodio (1970)
- The Psychiatrist – serie TV, un episodio (1971)
- Colombo (Columbo) – serie TV, un episodio (1971)
- Due onesti fuorilegge (Alias Smith and Jones) – serie TV, un episodio (1971)
- O'Hara, U.S. Treasury – serie TV, un episodio (1971)
- Difesa a oltranza (Owen Marshall, Counselor at Law) – serie TV, 2 episodi (1972-1974)
- Hec Ramsey – serie TV, un episodio (1972)
- Love, American Style – serie TV, un episodio (1972)
- Sulle strade della California (Police Story) – serie TV, 3 episodi (1973-1976)
- Ghost Story – serie TV, un episodio (1973)
- A tutte le auto della polizia (The Rookies) – serie TV, un episodio (1973)
- The New Perry Mason – serie TV, un episodio (1973)
- Cannon – serie TV, un episodio (1973)
- A Man for Hanging – film TV (1973)
- Tenafly – serie TV, un episodio (1973)
- L'uomo da sei milioni di dollari (The Six Million Dollar Man) – serie TV, 4 episodi (1974-1978)
- Chase – serie TV, un episodio (1974)
- Il cacciatore (The Manhunter) – serie TV, un episodio (1974)
- Dove corri Joe? (Run, Joe, Run) – serie TV, un episodio (1974)
- Medical Center – serie TV, un episodio (1974)
- Petrocelli – serie TV, un episodio (1974)
- Agenzia Rockford (The Rockford Files) – serie TV, 2 episodi (1975-1978)
- Adventures of the Queen – film TV (1975)
- Le strade di San Francisco (The Streets of San Francisco) – serie TV, episodio 4x03 (1975)
- The Deadly Tower – film TV (1975)
- The Lives of Jenny Dolan – film TV (1975)
- Barnaby Jones – serie TV, un episodio (1975)
- Movin' On – serie TV, 2 episodi (1975)
- S.W.A.T. – serie TV, un episodio (1975)
- Ellery Queen - serie TV, episodio 1x17 (1976)
- Professione medico (Rafferty) – serie TV, un episodio (1977)
- Quincy (Quincy M.E.) – serie TV, 2 episodi (1978-1982)
- La fuga di Logan (Logan's Run) – serie TV, un episodio (1978)
- The Amazing Spider-Man – serie TV, un episodio (1978)
- Time Express – serie TV, un episodio (1979)
- Hanging by a Thread – film TV (1979)
- Scruples – miniserie TV, 3 episodi (1980)
- L'incredibile Hulk (The Incredible Hulk) – serie TV, episodio 3x21 (1980)
- Hagen – serie TV, un episodio (1980)
- Buck Rogers (Buck Rogers in the 25th Century) – serie TV, 4 episodi (1981)
- Lobo (The Misadventures of Sheriff Lobo) – serie TV, un episodio (1981)
- The Wild Women of Chastity Gulch – film TV (1982)
- Dallas – serie TV, 4 episodi (1982)
- Supercopter (Airwolf) – serie TV, un episodio (1984)
- Jessie – serie TV, un episodio (1984)
- Hardcastle e McCormick (Hardcastle and McCormick) – serie TV, un episodio (1986)
- Code of Vengeance – serie TV, un episodio (1986)
- Febbre d'amore (The Young and the Restless) – serie TV, 5 episodi (1986)
- Autostop per il cielo (Highway to Heaven) – serie TV, episodio 3x19 (1987)
- Generations – serie TV (1989)
- Donne pericolose (Dangerous Women) – serie TV, 2 episodi (1991)
- Murphy Brown – serie TV, un episodio (1992)
- La signora in giallo (Murder, She Wrote) – serie TV, episodio 9x02 (1992)
- Father & Son: Dangerous Relations – film TV (1993)
- Kôkaku kidôtai: Stand Alone Complex – serie TV (2002)